# Psychotria comptonii
Psychotria comptonii är en måreväxtart som beskrevs av Spencer Le Marchant Moore. Psychotria comptonii ingår i släktet Psychotria och familjen måreväxter. Inga underarter finns listade i Catalogue of Life.